# مايك بوتير
مايك بوتير (بالإنجليزية: Mike Potter)‏ هو لاعب كرة قاعدة أمريكي، ولد في 16 مايو 1951 في مونتيبيلو في الولايات المتحدة.

## وصلات خارجية
- مايك بوتير على موقعبيزبول رفرنس.كوم (الدوري الرئيسي) (الإنجليزية)